# San Giovanni (stacja metra)
San Giovanni – stacja przesiadkowa metra rzymskiego pomiędzy liniami A i C. Stacja linii A została otwarta 19 lutego 1980 roku, natomiast linii C - 12 maja 2018 roku.  Znajduje się w pobliżu bazyliki św. Jana na Lateranie.